# 喬丹·齊默爾曼
喬丹·齊默爾曼（英語：Jordan Zimmermann，1986年5月23日—）出生於威斯康辛州的奧本戴爾（Auburndale），曾為美國職棒大聯盟的先發投手。在2009年，齊默爾曼被美國棒球雜誌評為國家聯盟有潛力的投手。

## 職業生涯

### 小聯盟時期
齊默爾曼是華盛頓國民在2007年大聯盟選秀會中所選中的球員。2008年，齊默爾曼在小聯盟高階1A和2A總計繳出10勝3敗和2.89防禦率的成績，並且在7月獲選參加2A的全明星賽。今年他在勝投數、三振數和防禦率方面，都排名領先地位。

### 華盛頓國民
2009年，齊默爾曼正式成為國民先發投手之一，為第5號先發，不過當時開賽因為有較多移動日的關係，而打算讓他4月中旬後在先發，所以今年球季的先發是先在3A開始。4月20日為齊默爾曼在今年的第1場先發，但是因為下雨的關係而晚了4小時才開始進行比賽，對手為亞特蘭大勇士，他主投6局只失2分，順利拿下今年的第1勝，也是大聯盟生涯的第1勝。第2場先發的對手為紐約大都會，主投5.1局失1分，拿下今年的第2勝，這是國民隊史第2位菜鳥先發投手在前兩場先發投球皆拿下勝投的球員，另一位投出此成績的是1988年的藍迪·強森。巧合的是，強森在6月4日拿下大聯盟生涯的第300勝的敗戰投手，就是齊默爾曼。7月的時候，因為肘關節疼痛而進入傷兵名單。在修養傷勢期間因為傷勢一直沒有好轉，在8月時齊默爾曼被診斷出側副韌帶有撕裂傷，而進行了尺骨附屬韌帶重建術，這個手術讓預計需要休息18個星期。
2010年，由於齊默爾曼在復健過程中相當順利，加上球隊因為年輕投手史蒂芬·史特拉斯堡受傷需要進行尺骨附屬韌帶重建術，預計需要休養12－18個月，因此在8月26日，齊默爾曼回到大聯盟加入先發輪值。這期間修養了一年的時間並在小聯盟投4場復健賽以後，即再度回到大聯盟。在8月31今年的第2場先發中，齊默爾曼繳出今年最佳的成績，主投6局只被打1支安打，送出9次的三振，沒有投出任何的保送，只面對了最少的18位打者，他成為國民隊史第1位在前6局只有面對18位打者的選手。
2014年9月28日，齊默爾曼在例行賽的最後一場比賽，以104球完投9局、10次三振、1次壞球保送，拿下生涯第一個無安打比賽，也是華盛頓國民隊改名之後的第一個無安打比賽。

### 底特律老虎
美國時間2015年11月29日與底特律老虎簽下5年1億1000萬美金的合約，16年球季將成為老虎隊輪值的一員。

## 個人紀錄
- 2013年MLB國家聯盟勝投王，19勝。
- 2013年入選MLB美國職棒大聯盟明星賽
- 2014年入選MLB美國職棒大聯盟明星賽
- 2014年6月9日，拿下MLB國家聯盟單週最佳球員
- 2014年9月29日，拿下MLB國家聯盟單週最佳球員

## 外部連結
- 球員資訊和成績在MLB ，ESPN ，Retrosheet ，Baseball Reference ，Baseball Reference (Minors) ，Fangraphs ，The Baseball Cube （英文）